# Ейн-Керем
Ейн-Керем (івр. עַיִן כרֶם, араб. عين كارم, «джерело виноградника») — колись старовинне селище неподалік Єрусалиму, з 1961 року його західний район. За християнською традицією місце народження Івана Хрестителя та зустрічі Діви Марії та Єлизавети.

## Історія
Археологічні розкопки вказують на поселення людей у цьому місці з часів бронзової епохи. Припускають також, що це місце також пов'язане з місцем Старого Завіту — Бейт-Керем (Єр. 6.1, Неєм. 3.14) У Новому завіті Євангеліє від Луки повідомляє, що Пресвята Богородиця дізналася з уст ангела про вагітність Єлизавети і пустилася у дорогу, щоб відвідати родичку. Місце проживання Захарії та Єлисавети достеменно невідоме. Лише із Євангелія знаємо, що Марія пішла у «..гірську околицю, у місто Юди»(Лк. 1:39).

## Пам’ятки
Найважливішим місцем паломництва в Ейн-Керемі є церква св. Івана Хрестителя, нове приміщення якої збудоване наприкінці XIX століття, і дещо вище від неї знаходиться  Церква відвідин чи Церква Magnificat. Дорога між ними веде біля Джерела Марії. Недалеко також розташований російський православний жіночий Горненський монастир, заснований у 1871 році. 
За християнською традицією XIV ст. сільське джерело у Ейн-Керемі, над яким у 1828/29 рр. збудовано мечеть з мінаретом, є місцем зустрічі Марії та Єлизавети. Джерело відоме як Джерело Марії або Джерело Богородиці; деякі католицькі та православні паломники, що відвідують це місце, наповнюють джерельною водою пляшки, бо вважають її святою. Джерело насправді є закінченням стародавнього акведука. Будинок  відремонтовано та оновлено бароном Едмоном де Ротшильдом.

## Інше
У 1961 році в Ейн-Керемі відкрито медичний центр Гадаса.

## Галерея

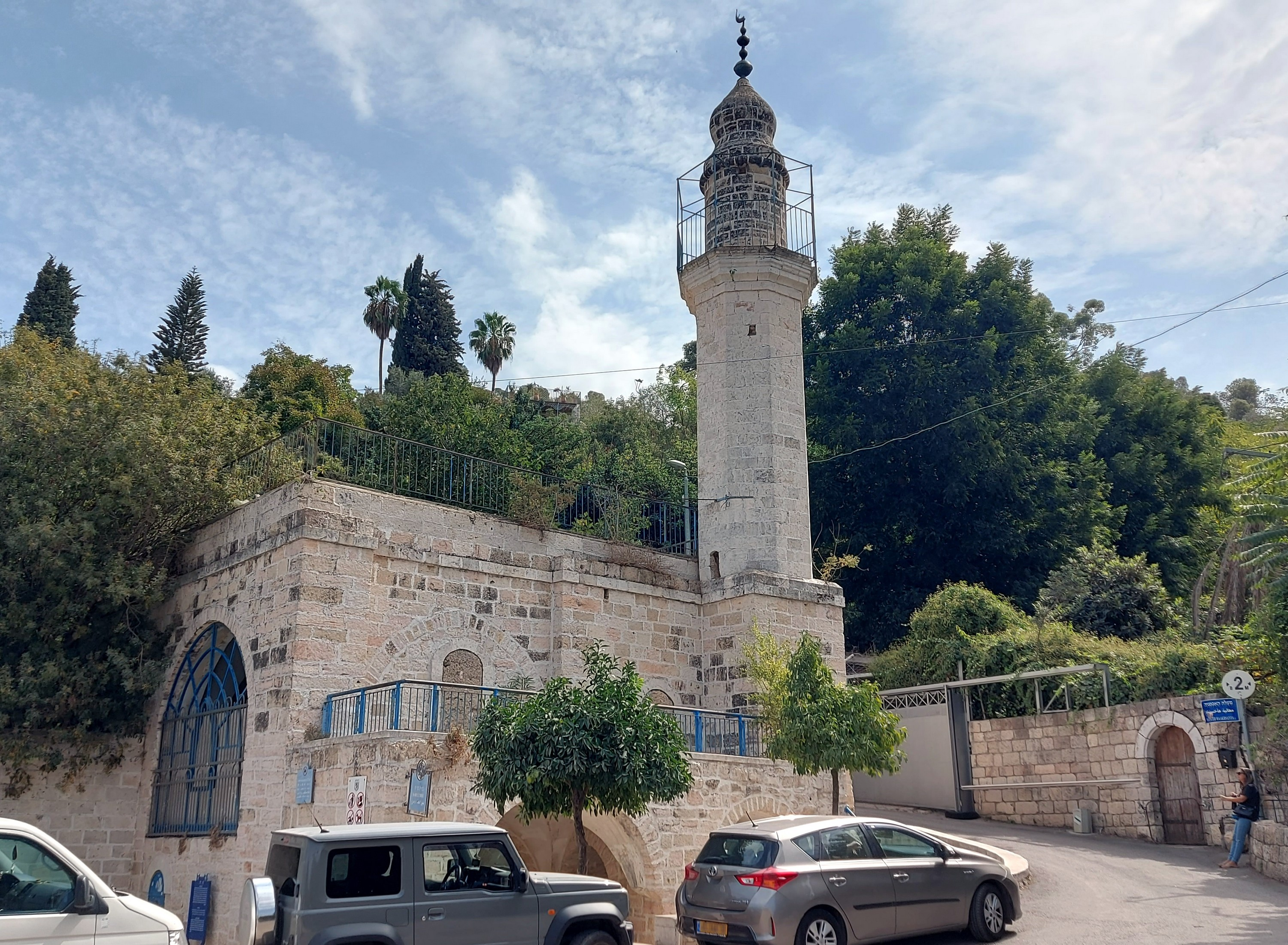
Джерело Марії.
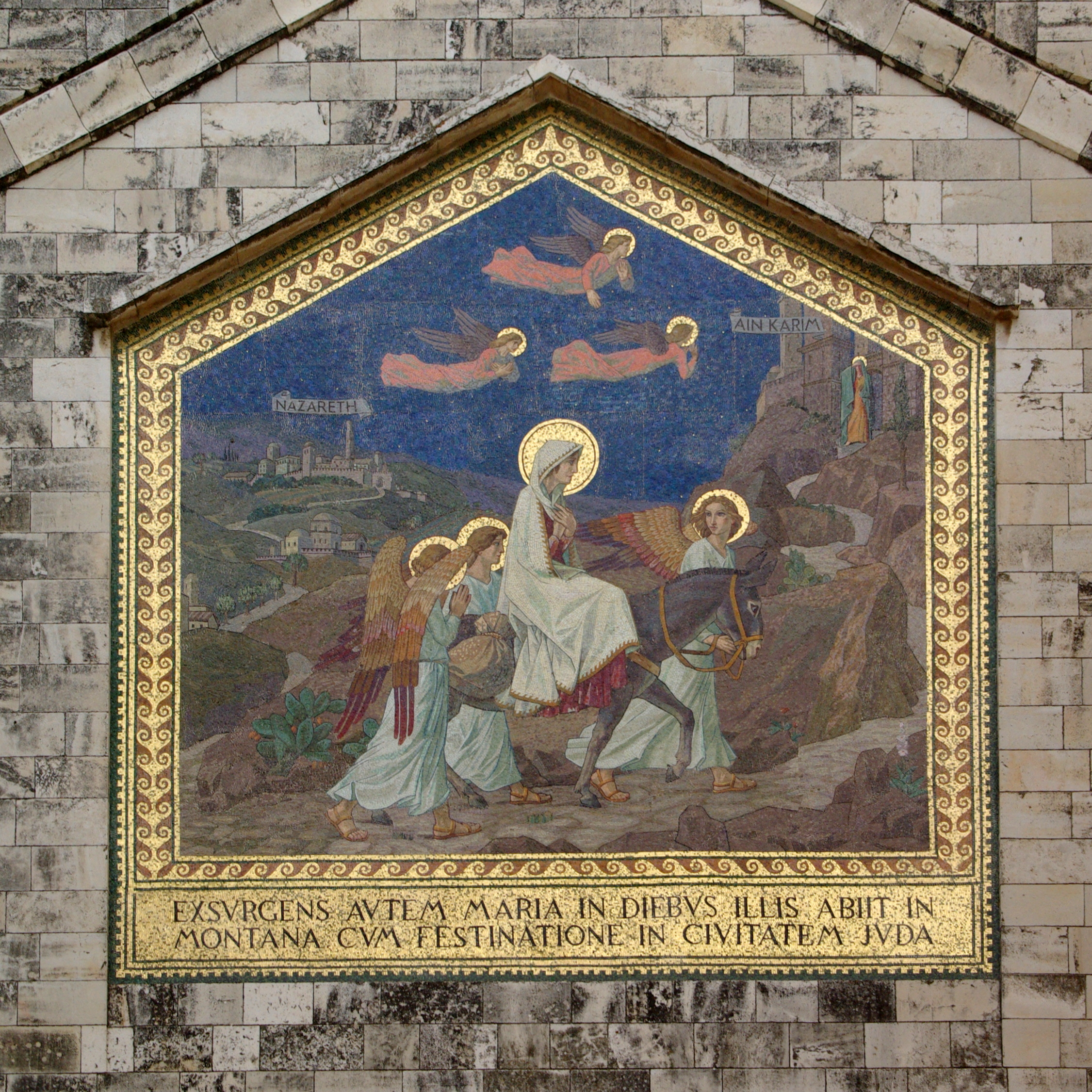
Церква відвідин. Мозаїка  на зовнішній стіні.
Молитва Магніфікат у дворі Церкві відвідин українською мовою
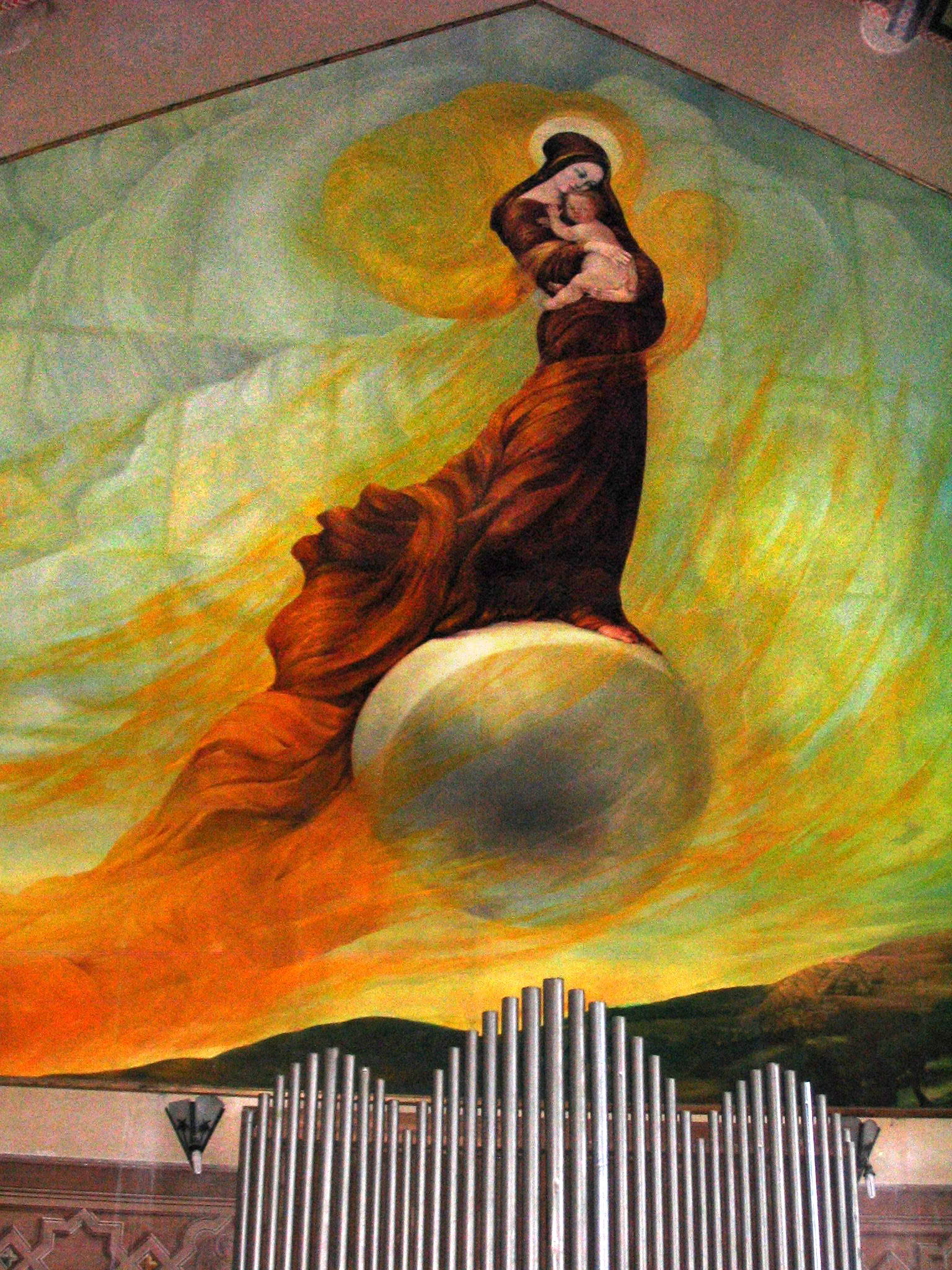
Церква відвідин. Задня стіна.
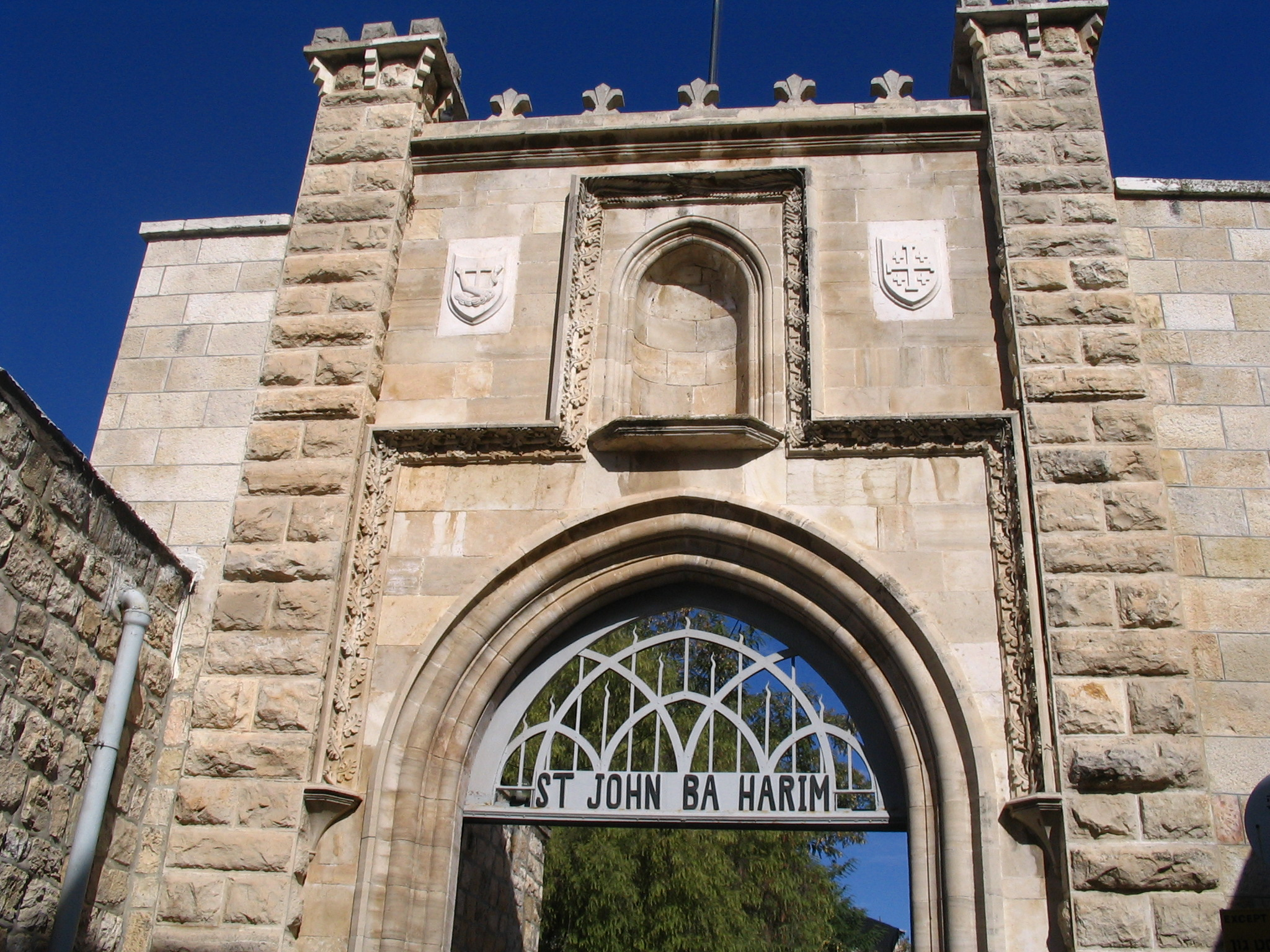
Церква св. Івана Хрестителя. Вхід в монастир.
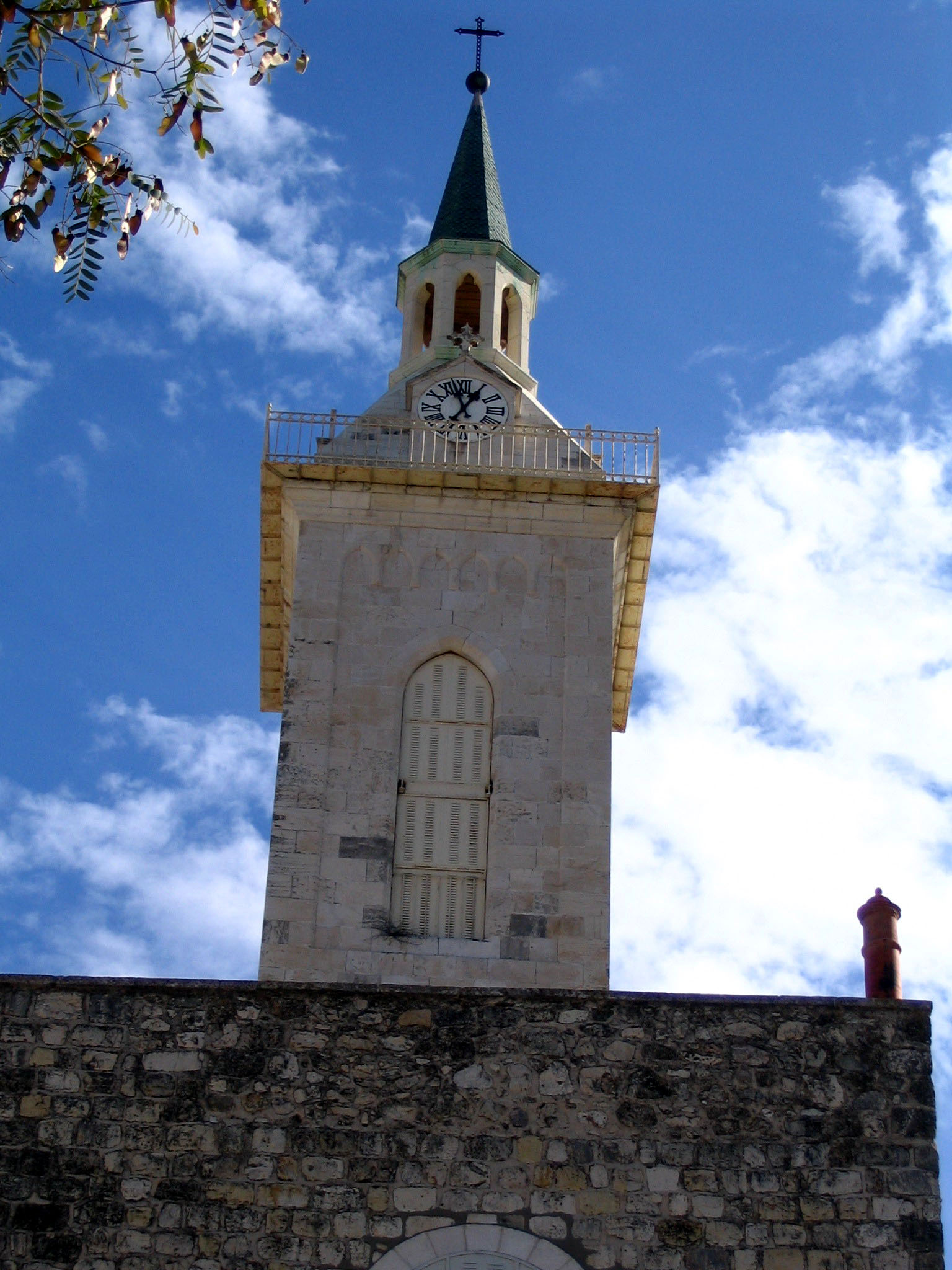
Церква св. Івана Хрестителя. Дзвіниця.
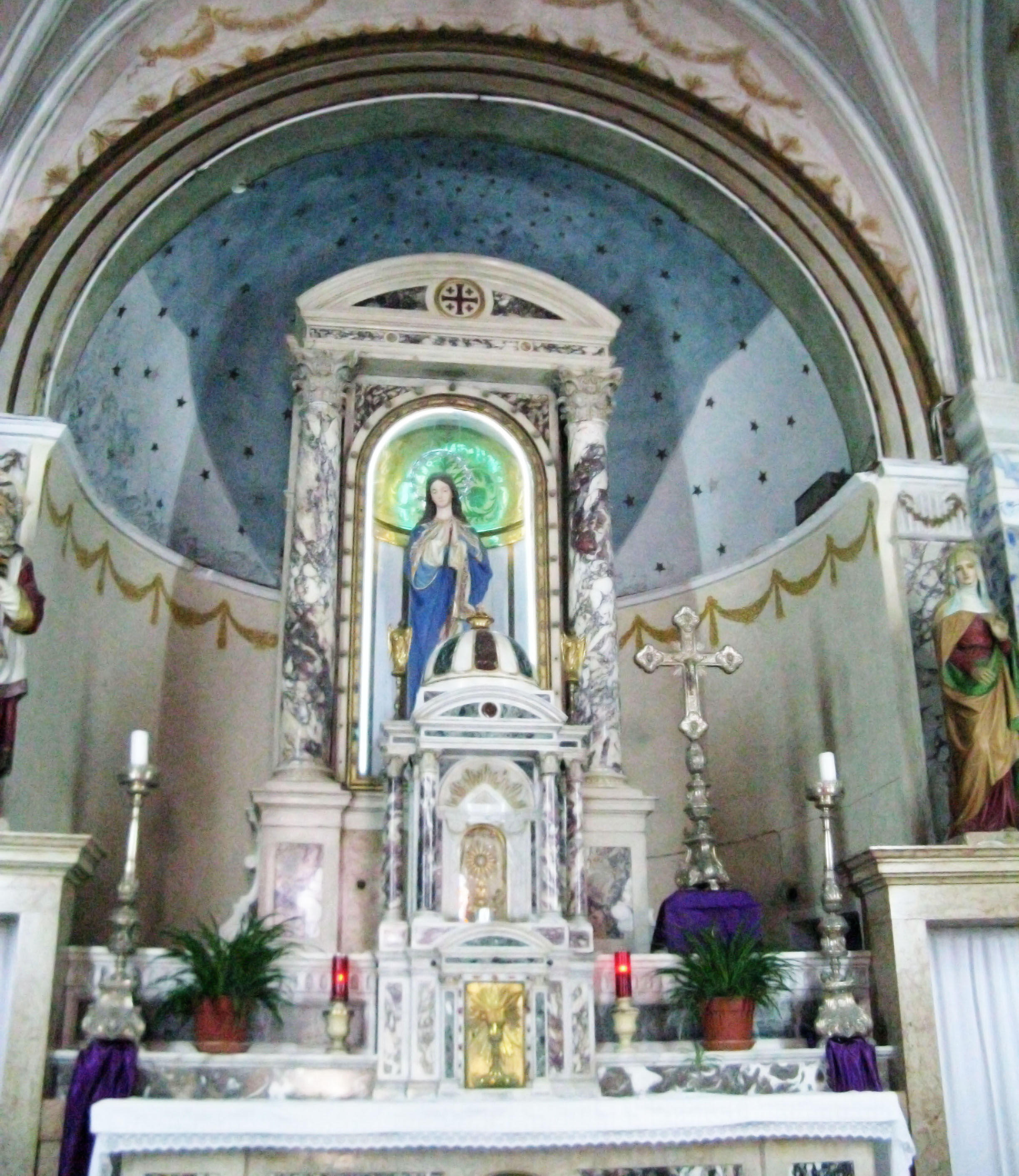
Церква св. Івана Хрестителя.  Вівтар
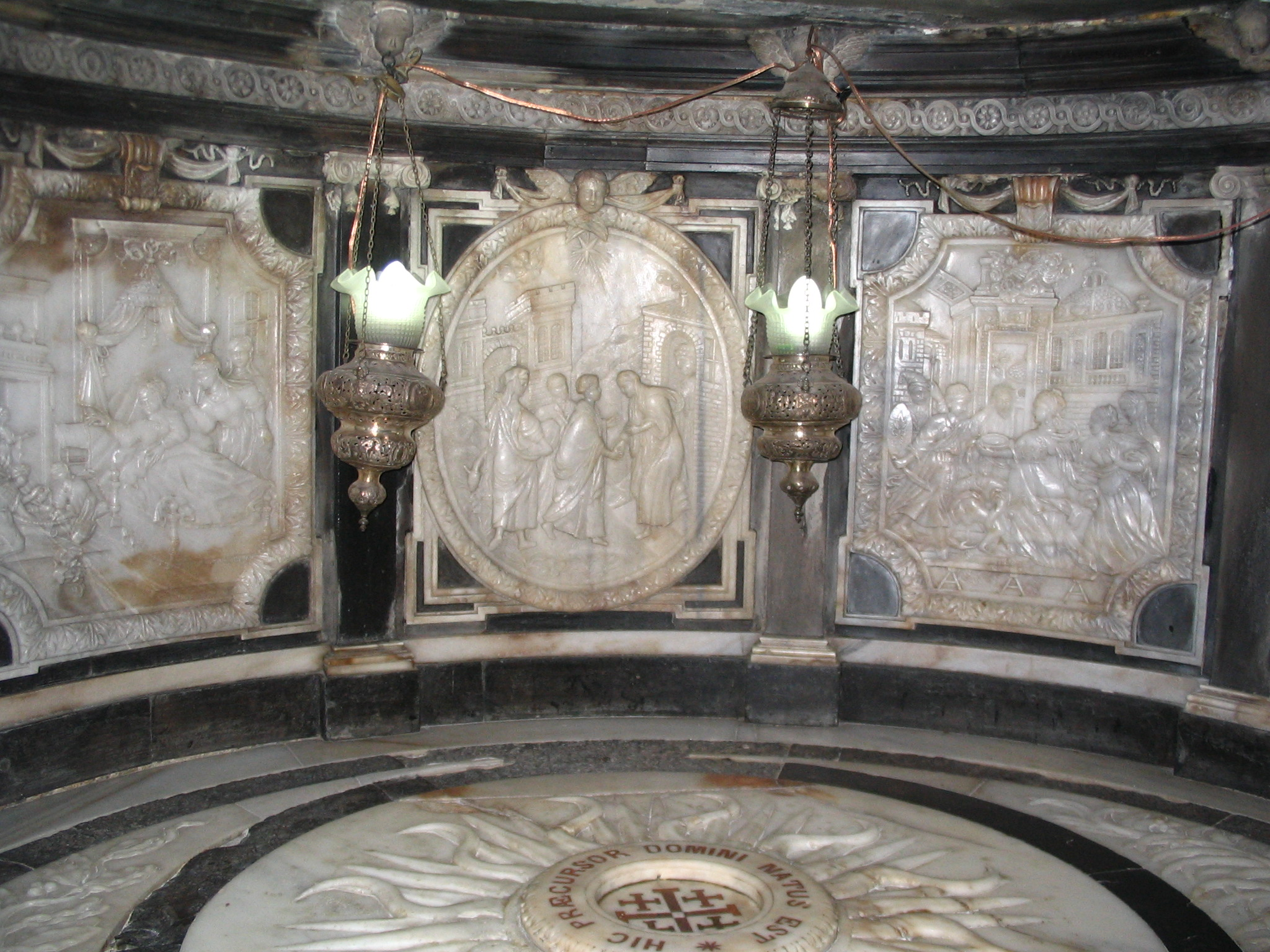
Церква св. Івана Хрестителя.  Місце народження Івана Хрестителя.
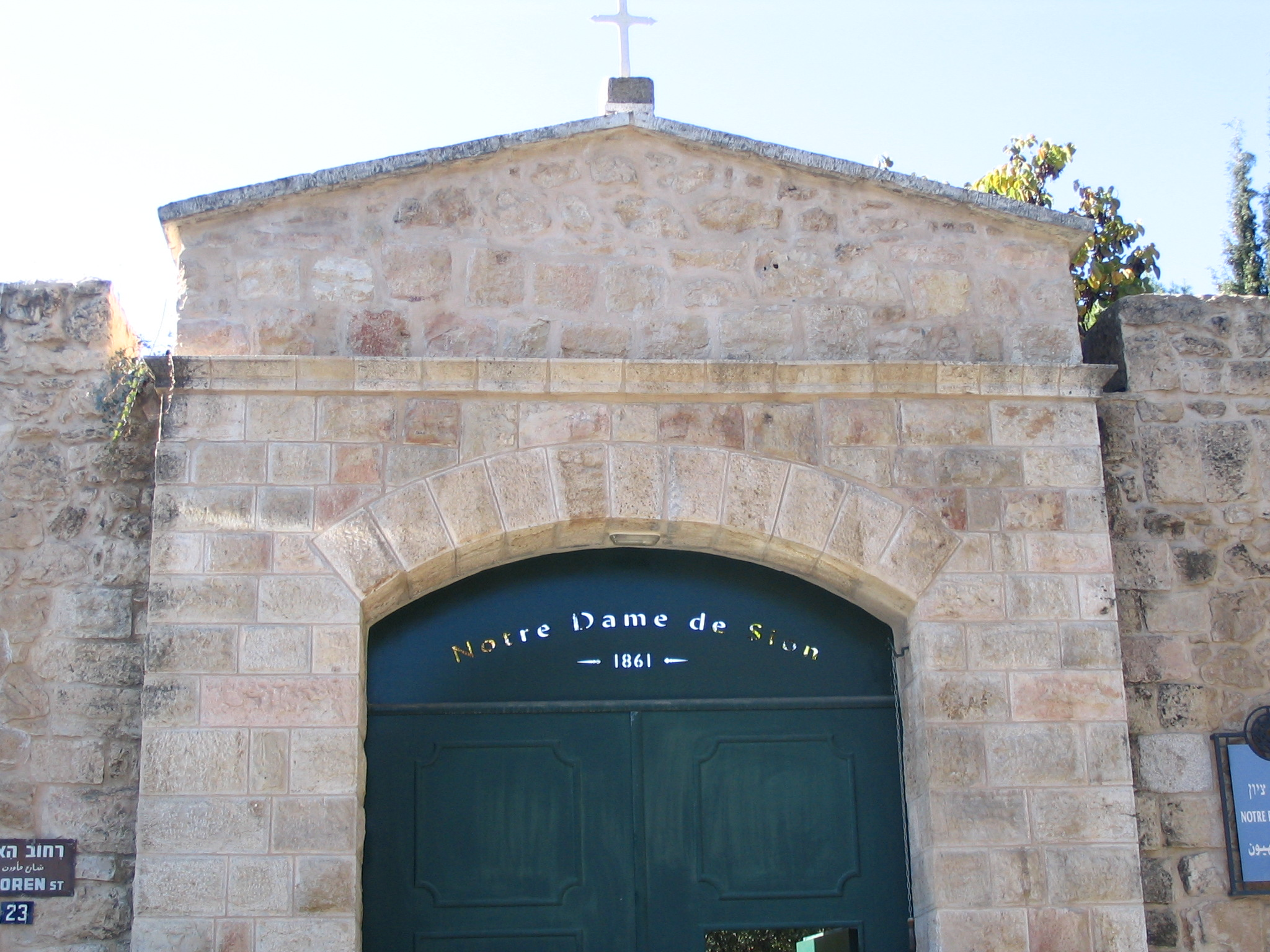
Вхід в монастир «Сестри Сіона».
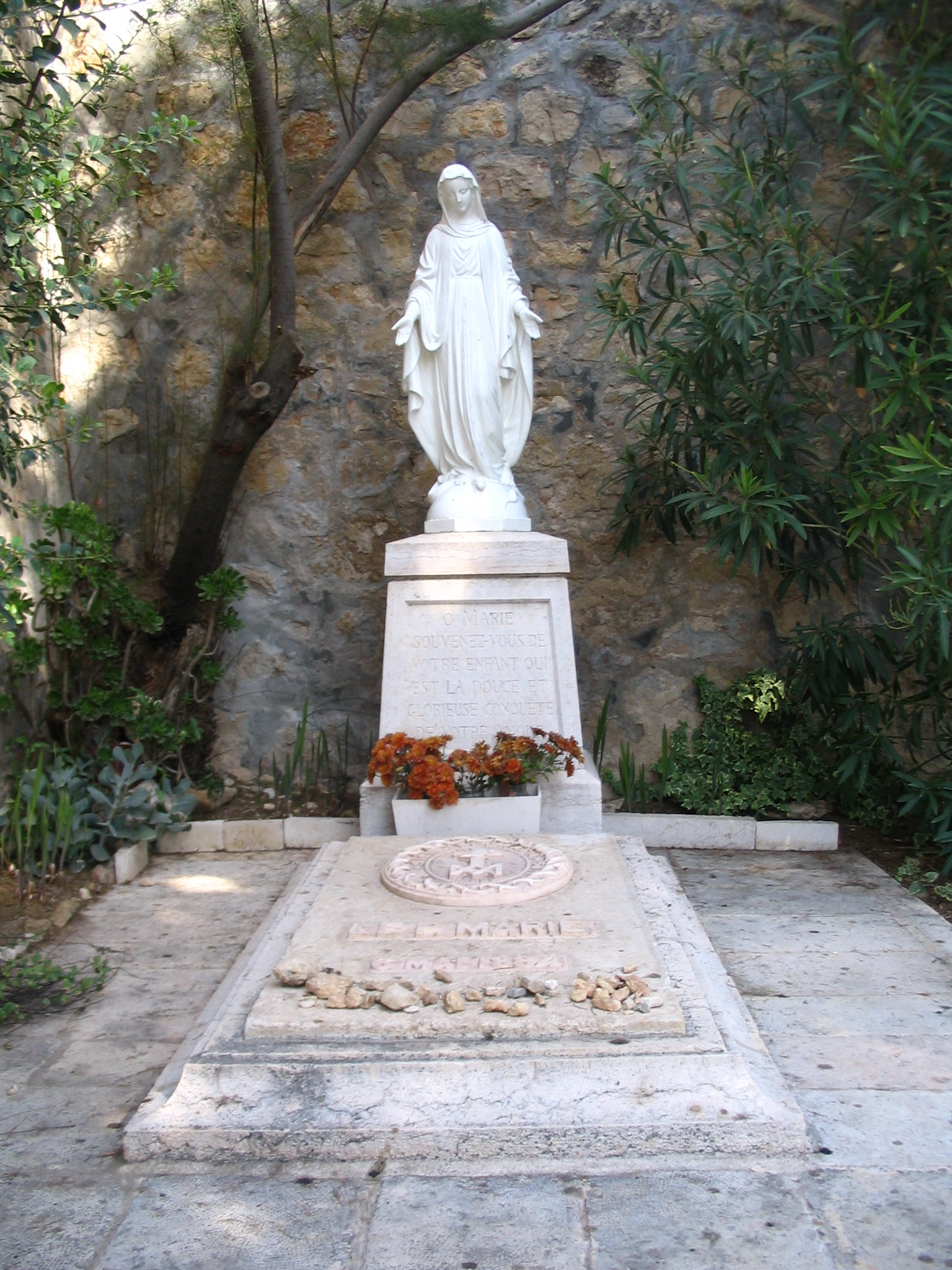
Могила Альфонса Ратісбона в монастирі «Сестри Сіона».